# Othmane Belfaa
Othmane Belfaa, född den 18 oktober 1961, är en algerisk före detta friidrottare som tävlade i höjdhopp under 1980-talet och 1990-talet.
Belfaas främsta merit är hans bronsmedalj vid det första världsmästerskapet inomhus 1985 efter ett hopp på 2,27. Han deltog vid fyra VM-utomhus men tog sig aldrig vidare till finalen.
Han erövrade guld vid tre afrikanska mästerskapstävlingar.
Sitt personliga rekord 2,28 noterade han vid en tävling i Amman 1983.